# 長末端重複序列

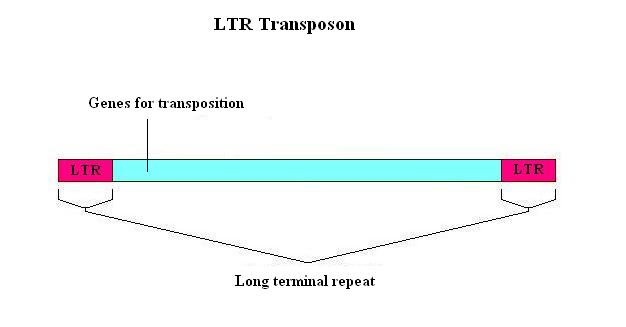
有些反轉錄轉座子的兩端具有長末端重複序列

長末端重複序列（Long terminal repeat，簡稱LTR）是真核生物基因組中某些反轉錄轉座子、內源性反轉錄病毒或反轉錄病毒序列兩端長數百bp的成對序列，最早由A.P. Czernilofsky和約翰·沙恩於1980年在家禽白血病病毒序列中發現。此類元件通常可編碼反轉錄酶與整合酶以將其自身序列複製後再插入基因組中，人類基因組中即有5%至8%的序列為帶有長末端重複序列的內源性反轉錄病毒。在病毒插入基因組時成對的長末端重複序列應為相同，並隨時間逐漸發生變異，因此成對長末端重複序列的差異可被用於分子演化研究以測定該元件插入基因組的時間，但基因轉換等機制可能影響此方法測定年代的結果。
以HIV-1為例，其長末端重複序列長634bp，可細分為U3、R與U5三個區域，在宿主基因組中5端的長末端重複序列可作為啟動子與多種轉錄因子結合，3端的長末端序列則可作為切割與多腺苷酸化的訊號，此外還編碼一輔助蛋白Nef。